# Recién casados
Recién casados (Just married) es una comedia romántica, protagonizada por Ashton Kutcher y Brittany Murphy, estrenada en el año 2003, y dirigida por Shawn Levy. La cantante canadiense Avril Lavigne colaboró en esta película con su canción Mobile.

## Sinopsis
Tom (Ashton Kutcher) es un locutor que informa del tráfico y del tiempo para un programa nocturno de radio. Un día, jugando fútbol con sus amigos golpea accidentalmente con el balón a Sarah (Brittany Murphy). Allí es que se dan cuenta de que ya se conocían a través del programa cuando una vez ella había llamado para solicitar ayuda con el tráfico, pero en aquella ocasión no se llevaron nada bien. De todas maneras, ese mismo día comienzan una relación y a los pocos meses deciden casarse con la ilusión de que su matrimonio será perfecto, a pesar del rechazo de la familia adinerada de ella. Los problemas comienzan justo durante su luna de miel: Sarah se encuentra a un chico con quien le había sido infiel a Tom y al mismo tiempo se entera de que Tom le había mentido. Es por esto que pasan de estar muy enamorados a no quererse ver el uno al otro, dándose cuenta con esto que el matrimonio no es fácil como ellos lo esperaban. Ambos tendrán que superar grandes pruebas para demostrar su amor.

## Reparto
- Ashton Kutcher como Tom Leezak.
- Brittany Murphy como Sarah Leezak.
- Christian Kane como Peter Prentiss.
- Monet Mazur como Lauren.
- David Moscow como Kyle.
- David Rasche como Mr. McNerney
- Veronica Cartwright como Mrs. McNerney "Pussy" ("Ma" en Latinoamérica).
- Thad Luckinbill como Willie McNerney.
- David Agranov como Paul McNerney.
- Taran Killam como Dickie McNerney.
- Raymond J. Barry como Mr. Leezak
- Valeria Andrews como Wendy.
- Karen Strassman como Voces Adicionales.

## Recepción
El filme fue mal recibido por la crítica que lo atacó con numerosos comentarios muy desfavorables e incluso Ashton Kutcher y Brittany Murphy fueron candidatos a los premios Razzie de ese año por Peor Actor, Peor Actriz de Reparto, respectivamente, y Peor Pareja en Pantalla. A pesar de todo lo negativo, la película fue un éxito en taquilla y terminó recaudando más de 100 millones de dólares, frente a un presupuesto de 18 millones, e incrementó aún más la fama de Kutcher entre el público.

## Estrenos de la película
| País                                                                          | Fecha de estreno              |
| ----------------------------------------------------------------------------- | ----------------------------- |
| Alemania                                                                      | Jueves 3 de abril de 2003     |
| Argentina                                                                     | Jueves 3 de abril de 2003     |
| Australia                                                                     | Jueves 20 de febrero de 2003  |
| Austria                                                                       | Viernes 4 de abril de 2003    |
| Bélgica                                                                       | Miércoles 2 de abril de 2003  |
| Belice · Costa Rica · El Salvador · Guatemala · Honduras · Nicaragua · Panamá | Viernes 21 de febrero de 2003 |
| Bolivia                                                                       | Jueves 27 de febrero de 2003  |
| Brasil                                                                        | Viernes 11 de abril de 2003   |
| Bulgaria                                                                      | Viernes 18 de julio de 2003   |
| Chile                                                                         | Jueves 13 de febrero de 2003  |
| Colombia                                                                      | Viernes 14 de marzo de 2003   |
| Croacia                                                                       | Jueves 12 de junio de 2003    |
| Corea del Sur                                                                 | Viernes 7 de marzo de 2003    |
| Dinamarca                                                                     | Viernes 18 de julio de 2003   |
| Ecuador                                                                       | Viernes 7 de marzo de 2003    |
| Egipto                                                                        | Miércoles 23 de abril de 2003 |
| Emiratos Árabes Unidos                                                        | Miércoles 2 de abril de 2003  |
| Eslovenia                                                                     | Jueves 19 de junio de 2003    |
| España                                                                        | Viernes 4 de abril de 2003    |
| Estados Unidos · Canadá                                                       | Viernes 10 de abril de 2003   |
| Estonia                                                                       | Viernes 9 de mayo de 2003     |
| Filipinas                                                                     | Miércoles 26 de marzo de 2003 |
| Finlandia                                                                     | Viernes 11 de julio de 2003   |
| Francia                                                                       | Miércoles 9 de julio de 2003  |

| País                         | Fecha de estreno                 |
| ---------------------------- | -------------------------------- |
| Grecia                       | Viernes 20 de junio de 2003      |
| Hong Kong                    | Jueves 27 de marzo de 2003       |
| Hungría                      | Jueves 15 de mayo de 2003        |
| India                        | Viernes 29 de agosto de 2003     |
| Indonesia                    | Miércoles 2 de abril de 2003     |
| Islandia                     | Miércoles 16 de abril de 2003    |
| Israel                       | Jueves 17 de abril de 2003       |
| Italia                       | Viernes 19 de septiembre de 2003 |
| Jamaica                      | Miércoles 29 de enero de 2003    |
| Japón                        | Sábado 1 de noviembre de 2003    |
| Letonia                      | Viernes 13 de junio de 2003      |
| Líbano                       | Jueves 3 de abril de 2003        |
| Lituania                     | Viernes 20 de junio de 2003      |
| Malasia                      | Jueves 27 de marzo de 2003       |
| México                       | Miércoles 5 de febrero de 2003   |
| Noruega                      | Viernes 27 de junio de 2003      |
| Nueva Zelanda                | Jueves 13 de febrero de 2003     |
| Países Bajos                 | Jueves 8 de mayo de 2003         |
| Paraguay                     | Viernes 27 de junio de 2003      |
| Perú                         | Jueves 6 de febrero de 2003      |
| Polonia                      | Viernes 6 de junio de 2003       |
| Portugal                     | Viernes 13 de junio de 2003      |
| Puerto Rico                  | Jueves 16 de enero de 2003       |
| Reino Unido Irlanda          | Viernes 21 de marzo de 2003      |
| República Checa · Eslovaquia | Jueves 12 de junio de 2003       |
| República Dominicana         | Jueves 20 de febrero de 2003     |
| Rumania                      | Viernes 16 de mayo de 2003       |
| Rusia                        | Jueves 17 de abril de 2003       |
| Serbia y Montenegro          | Jueves 7 de agosto de 2003       |
| Singapur                     | Jueves 27 de marzo de 2003       |
| Sudáfrica                    | Viernes 9 de mayo de 2003        |
| Suecia                       | Viernes 6 de junio de 2003       |
| Suiza                        | Miércoles 9 de julio de 2003     |
| Tailandia                    | Viernes 28 de marzo de 2003      |
| Taiwán                       | Sábado 22 de marzo de 2003       |
| Turquía                      | Viernes 30 de mayo de 2003       |
| Uruguay                      | Viernes 9 de mayo de 2003        |
| Venezuela                    | Miércoles 28 de mayo de 2003     |